# Заудинский (посёлок)
Зау́динский — упразднённый в 1927 году посёлок Верхнеудинской волости Верхнеудинского уезда, вошедший в черту города Верхнеудинска.

## Топоним
На карте Дальнего Востока 1925 года обозначен как Зауда

## География
Находится в современном Октябрьском районе Улан-Удэ.

## История
Поселение железнодорожников при разъезде Заудинский Забайкальской железной дороги, образованный в 1900 году.
Включён в черту города Верхнеудинска 22 августа 1927 года (Постановление ВЦИК от 22.08.1927 «О включении в черту города Верхнеудинска Заудинского поселка, Верхнеудинской волости и уезда, Бурят-Монгольской Автономной С.С.Р.»).
В 1930-х сохранялся как обозначение местности (Заудинский житель. На весь посёлок — один магазин // Бурят-Монгольская Правда, No183 (5962), 10 августа 1936 года, С.3). Упоминается в детективном романе Михаила Толкача «На сопках Маньчжурии»:
«Григри доставил обнадёживающую весть: сотрудники местного отдела НКГБ засекли неизвестного! Но на переезде в Заудинском посёлке упустили».